# Epsilon Cephei
Epsilon Cephei (23 Cephei) é uma estrela na direção da constelação de Cepheus. Possui uma ascensão reta de 22h 15m 01.68s e uma declinação de +57° 02′ 36.5″. Sua magnitude aparente é igual a 4.18. Considerando sua distância de 84 anos-luz em relação à Terra, sua magnitude absoluta é igual a 2.13. Pertence à classe espectral F0IV. É uma estrela variável δ Scuti.